# Кухонная утварь
Ку́хонная у́тварь — ручные, как правило, небольшие инструменты и посуда, которая используется на кухне для различных операций, связанных с приготовлением или употреблением пищи или питья.
Кухонная утварь включает в себя варочные сосуды, такие как кастрюли и сковороды, предназначенные для использования на плите или варочной панели. Они также могут предназначаться для использования внутри духовки.
Некоторые виды кухонной утвари используются как для приготовления пищи, так и для выпекания в духовке (а иногда могут быть также столовыми приборами).
Выбор материала для кухонной утвари оказывает существенное влияние на производительность (и стоимость) изделия, особенно с точки зрения теплопроводности и того, сколько продуктов прилипает к предмету при использовании. Некоторые варианты материалов также требуют специальной предварительной подготовки поверхности, прежде чем они используются для приготовления пищи.

Жан Жорж Вибер. «Превосходный соус» (1899)

И сосуд, и ручка крышки могут быть изготовлены из того же материала, но из-за этого ручка может быть горячая. Чтобы избежать этого, ручки могут быть изготовлены из нетеплопроводных материалов, например, бакелита, пластика или дерева. Полые ручки трудно чистить или сушить.
У хорошего дизайна кастрюли есть «край переварки», на котором лежит крышка. Крышка имеет край, который предотвращает капание конденсата при обращении с крышкой (снятии и удерживании её под углом 45°) или её опускании.
К кухонной утвари отчасти относятся столовая посуда и приборы. Некоторые предметы кухни используются и как вспомогательные инструменты для столовой.
Для обозначения кухонной и столовой посуды часто используют названия материалов, из которых она изготовлена, например, «керамика», «серебро», «стекло», «хрусталь».

## История

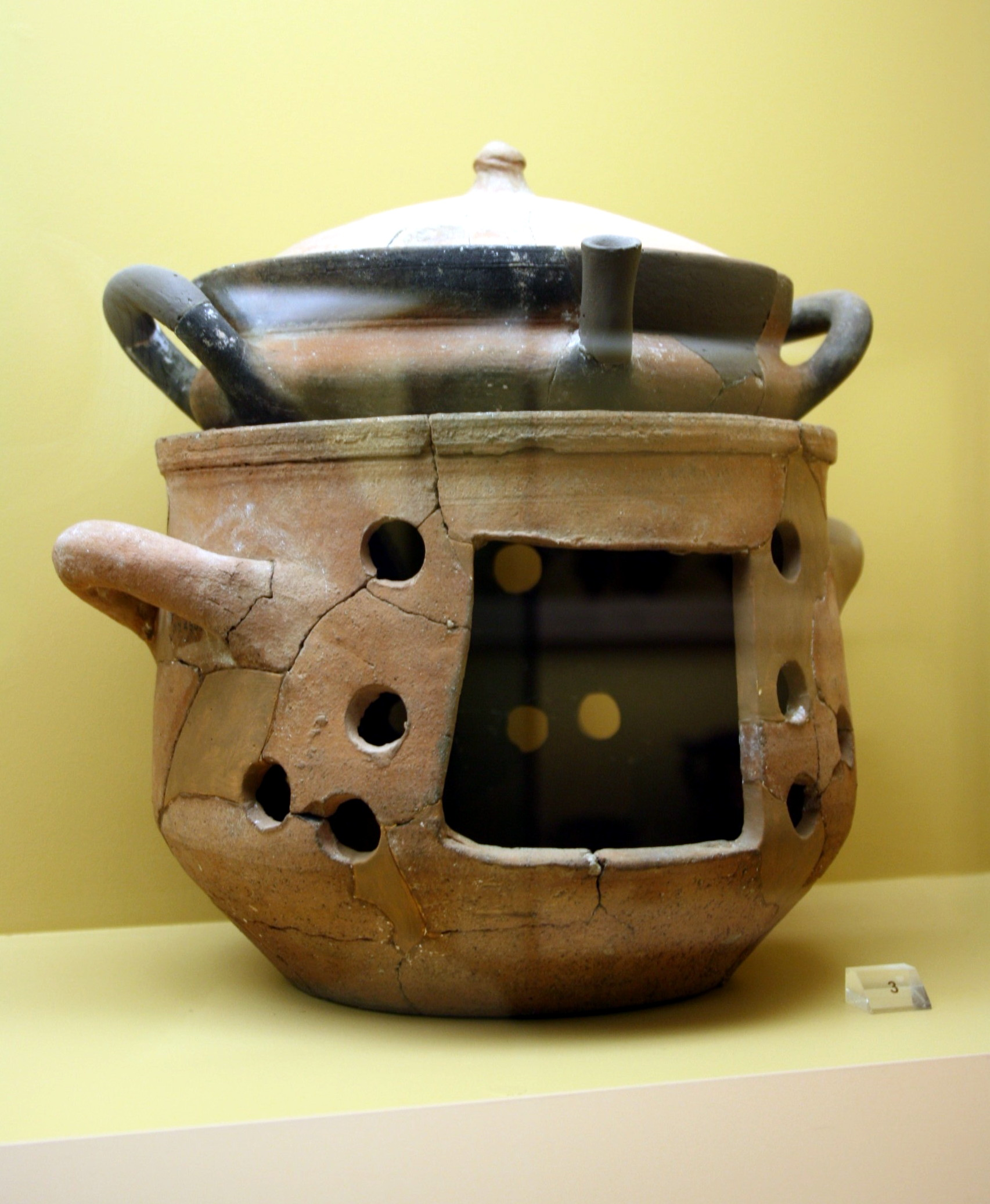
Древнегреческий сосуд 6-4 веков до н. э., хранится в Афинах.

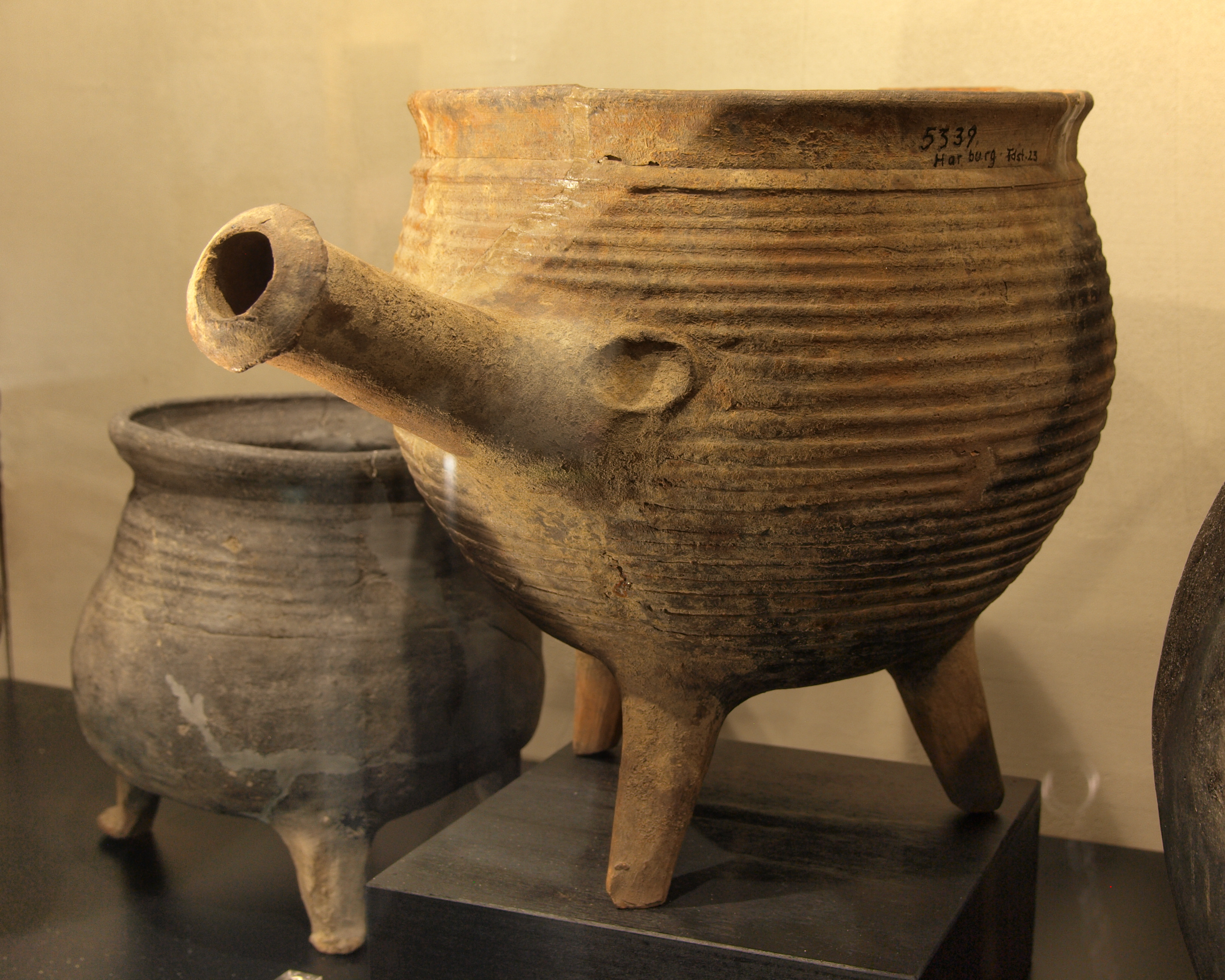
Два глиняных горшка для готовки из древнего Гамбурга (1200—1400)

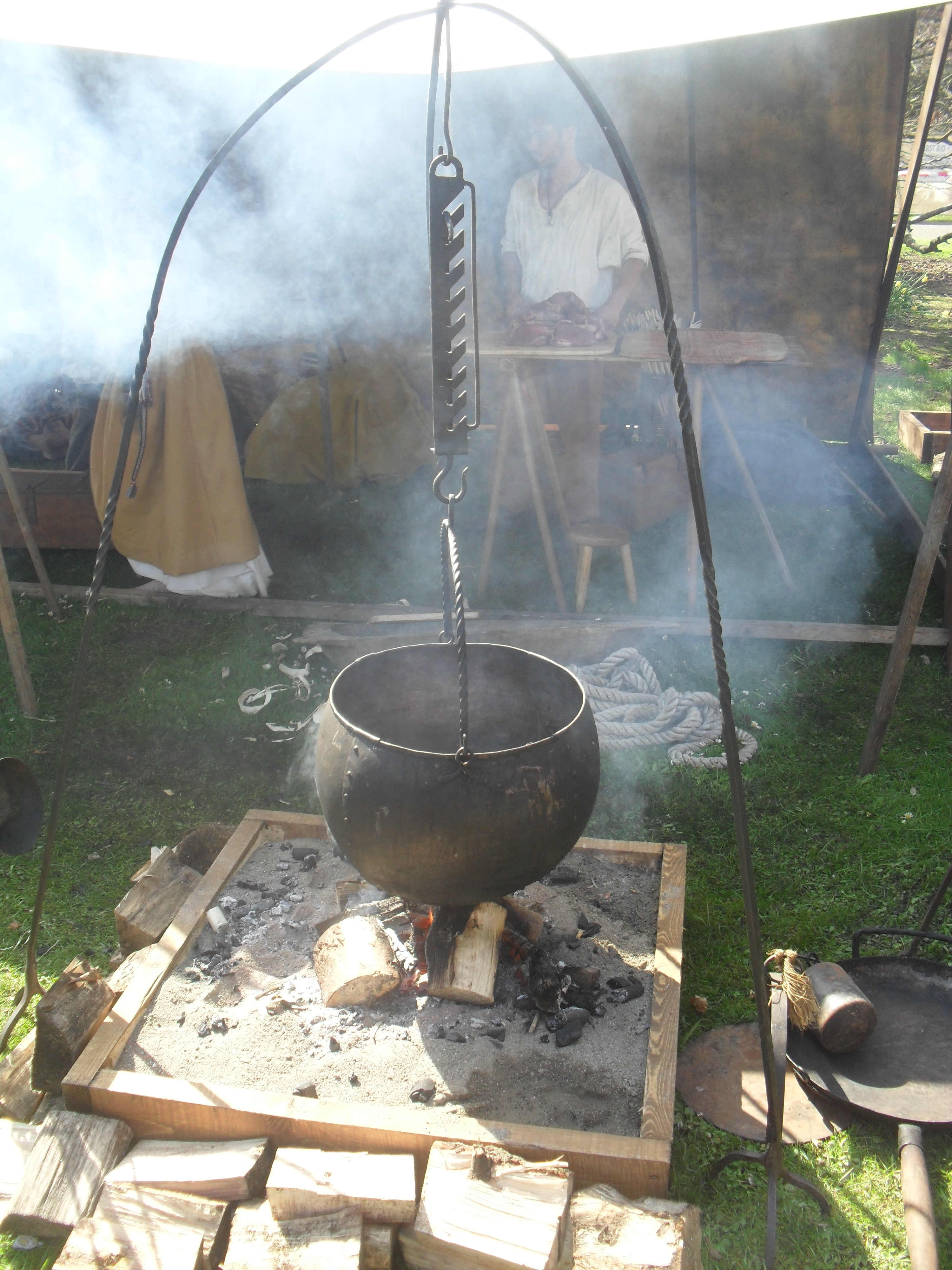
Скандинавский сосуд

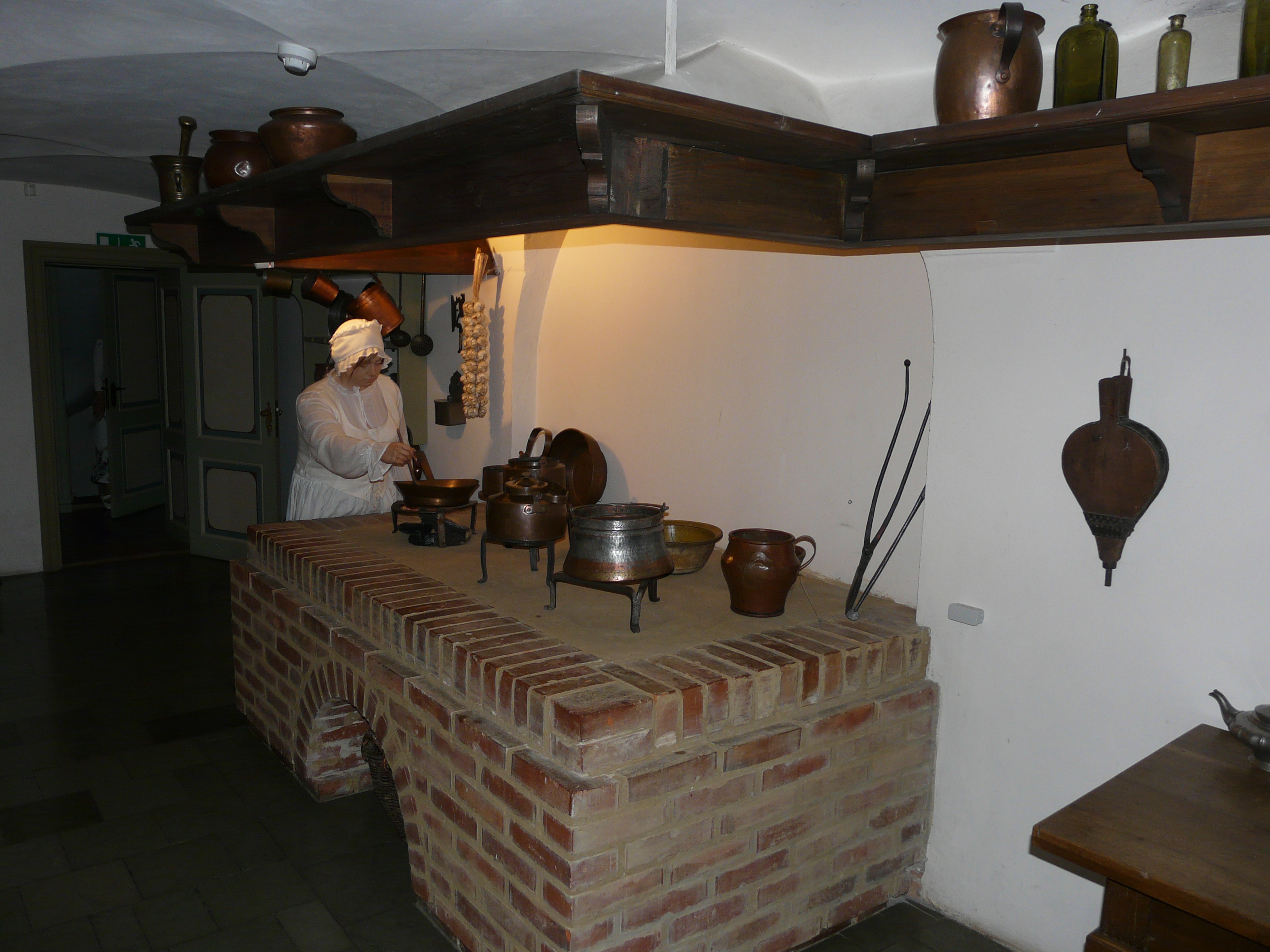
Кухня в Гданьске, Польша.

История кухонной утвари до развития гончарного дела мала из-за ограниченных археологических свидетельств. Это в основном была посуда для приготовления пищи и по-разному обделанные палки (которые служили, как столовые приборы). Самые ранние гончарные сосуды были обнаружены в пещере Сяреньдунь, Цзянси, Китай. Глиняная посуда, возможно, использовалась в качестве кухонной утвари охотниками-собирателями. Археолог Гарвардского университета Офер Бар-Йосеф сообщил: «Когда вы смотрите на эти горшки, вы видите, что они были в огне». Среди первых методов приготовления пищи, которые, как считается, использовались цивилизациями каменного века, были улучшениями для базовой обжарки.
Большой трудностью был способ кипятить воду. Люди, не имеющие доступа к естественным источникам горячей воды, нагретые камни помещали в сосуд, наполненный водой. Во многих местах раковины черепах или крупных моллюсков служили материалами для водонепроницаемых сосудов для приготовления пищи. Бамбуковые трубы, запечатанные в конце глиной, обеспечили пригодную для использования утварь в Азии, в то время как жители долины Теуакан начали вырезать большие каменные чаши, которые были навсегда установлены в очаг ещё с 7000 года до нашей эры.
Согласно данным Франка Гамильтона Кушинга, индейские кулинарные корзины, используемые зуни (Zuñi), разработаны из сетчатых оболочек, сотканных специально. Он сообщил, что в 1881 году стал свидетелем использования корзин для приготовления пищи. «Корзины для обжига, покрытые глиной, будут заполнены древесным углём и продуктом, подлежащим обжариванию. Когда обожжённая таким образом глина отделяется от корзины, она сама становится пригодной для использования как глиняная сковорода». Это указывает на устойчивый прогресс — от использования тканых кожухов для тыквы до водонепроницаемых корзин для приготовления пищи и керамических сосудов. В отличие от многих других культур, коренные американцы использовали и продолжают использовать источник тепла внутри посуды.
Разработка керамики позволила создать огнеупорные варочные сосуды различных форм и размеров. Покрытие глиняной посуды растительной смолой определённого типа и более поздних глазурей превратило все пористые контейнеры в водонепроницаемые сосуды. Затем глиняную кухонную посуду подвешивали над огнём или даже помещали на слабый огонь или угольный слой. Керамика, однако, плохо проводит тепло, поэтому еда в керамических кастрюлях должна готовиться при относительно низких температурах и в течение длительных периодов времени. Однако большинство керамических горшков треснет, если их использовать на плите, и они предназначены только для духовки.
Развитие навыков металлообработки из бронзы и железа позволило изготавливать кухонную посуду из металла, хотя принятие новой посуды было медленным из-за гораздо более высокой стоимости. После разработки металлической посуды в посуде было мало новых разработок: стандартная средневековая кухня использовала котёл и неглубокую глиняную сковороду для большинства кулинарных задач, а вертел использовался для жарки.
К 17-му веку в западной кухне стало обычным делом наличие нескольких сковородок, противней, чайника и нескольких кастрюль, а также различных крючков и подставки для горшков. Медные или бронзовые сосуды были распространены в Азии и Европе, в то время как железные горшки были распространены в американских колониях. Усовершенствования в металлургии в 19 и 20 веках позволили экономически выгодно производить кастрюли и сковороды из металлов, таких как сталь, нержавеющая сталь и алюминий.

## Разнообразие кухонной утвари

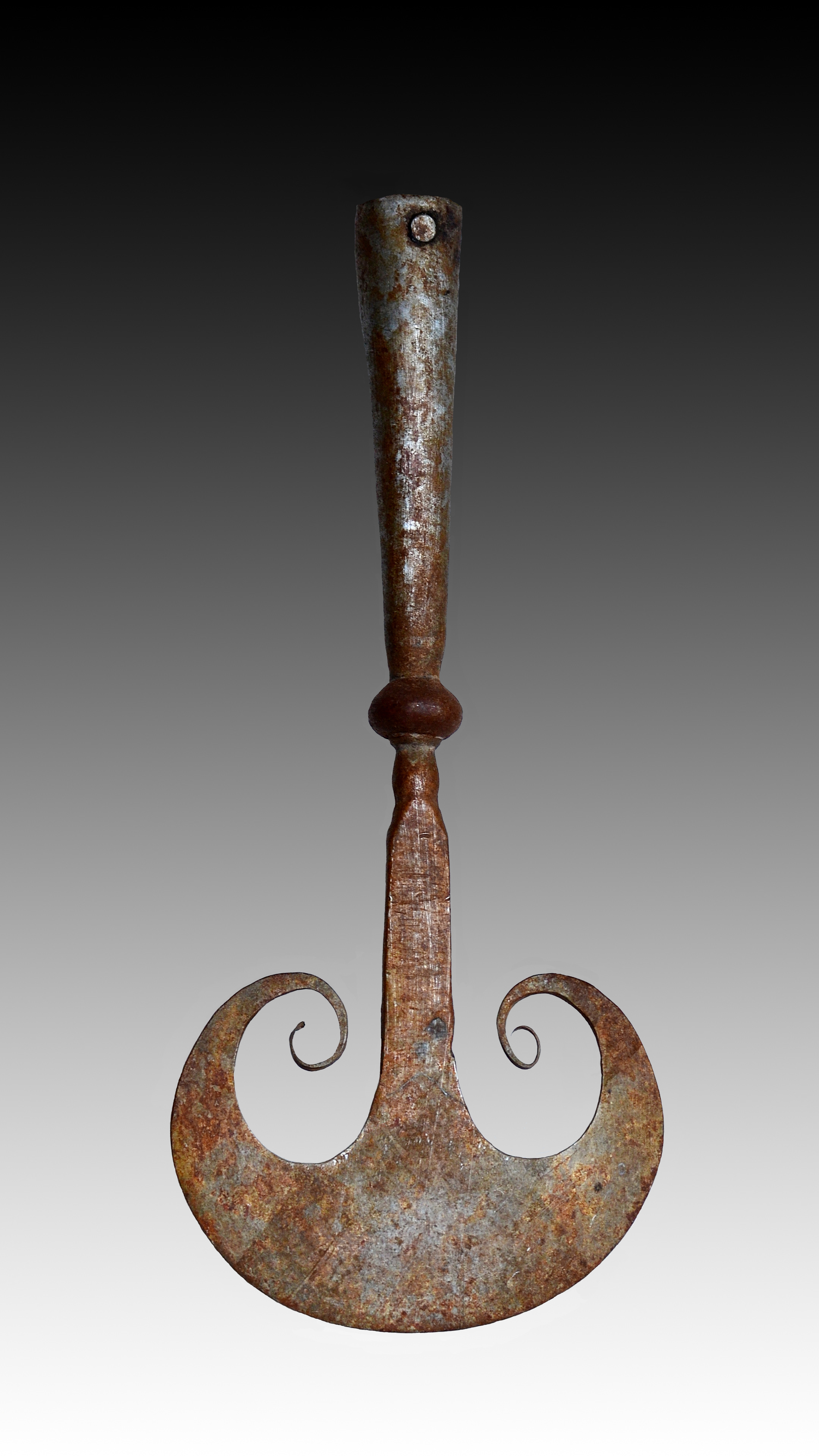
Сечка для рубки капусты в Российской империи

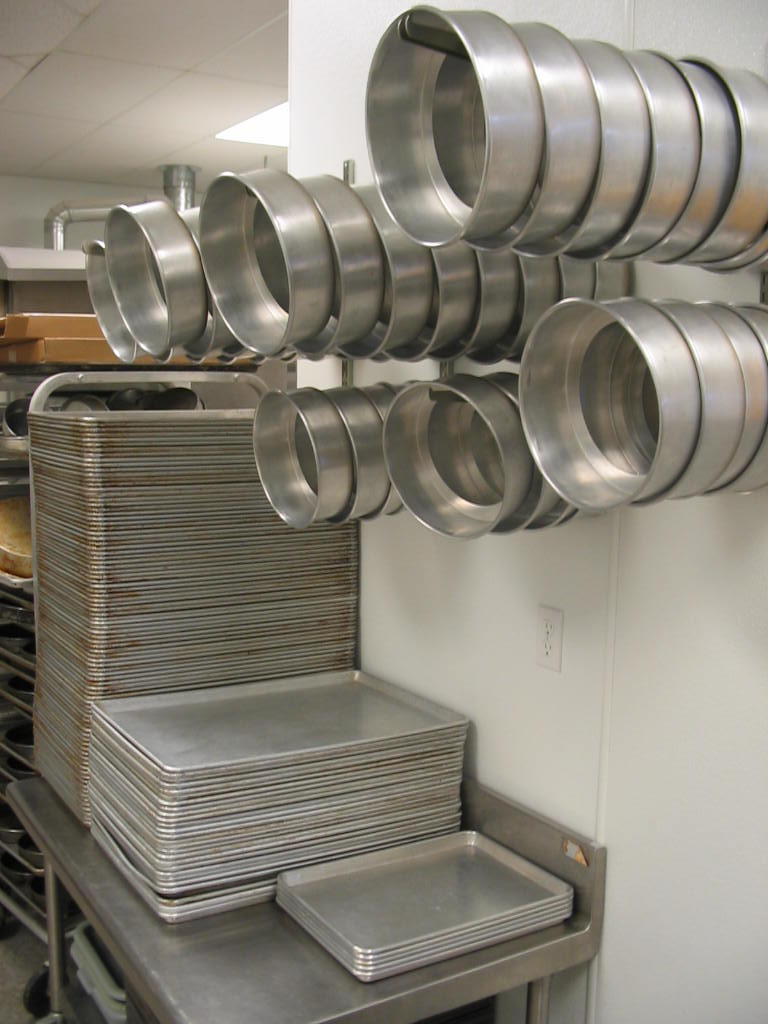
Кастрюли

Автор книги «Of the culinary utensils of the ancients» Изабелла Битон заметила, что кухонная утварь разных цивилизаций удивительно похожа.
Археологи и историки изучали кухонную утварь, которую использовали в прошлые века. Найдены свидетельства, что в середине первого тысячелетия н. э. в еврейских семьях имелись каменные мерные чаши, широкогорлые сосуды для воды meyḥam, котлы без крышки kederah, сотейники с крышками ilpas, баки для воды yorah и kumkum, глубокая и мелкая сковороды teganon, стеклянное блюдо iskutla, керамическая миска tamḥui, миска для хлеба keara, графин kiton для холодной воды, которой разбавляли вино, а также кувшин для вина lagin.
Сохранились инвентарные записи о кухонной утвари, сделанные в Лондоне в XIV веке, в частности, судебные архивы содержат сделанные коронером описи имущества. Согласно этим документам, мало кто вообще владел кухонной утварью, лишь в семи описях найдены предметы посуды. Самым распространённым предметом был медный котёл, который в составе имущества одного убийцы, арестованного в 1339 году, был оценён в три шиллинга. Во второй половине XIX века в штате Миннесота некто Джон Норт, согласно подобным записям, владел очень хорошей скалкой и лопаткой для пудинга, сделанными собственноручно, а ветеран Гражданской войны — ножом для хлеба, выкованным из штыка. Семья шведских иммигрантов привезла с собой литые серебряные ножи, вилки и ложки, а их медная и латунная посуда, развешанная по стенам, была отполирована до зеркального блеска.
В XIX веке научно-технический прогресс ознаменовался появлением многих устройств, сберегающих труд человека, в том числе на кухне. Мария Парлоа в книге «Cook Book and Marketing Guide listed a minimum» перечислила набор из 139 предметов кухни, без которых современная кухня не могла считаться надлежаще оборудованной.
Расширение ассортимента предметов кухни, имеющихся в продаже, можно проследить по спискам рекомендованного оборудования, содержащимся в книгах по домоводству. В 1828 году Фрэнсис Паркес рекомендовала небольшой набор самого необходимого. В 1858 Элизабет Патнэм в поваренной книге для молодых хозяек «Mrs Putnam’s Receipt Book and Young Housekeeper’s Assistant» высказала предположение, что её читатели уже имеют «обычное количество посуды», вдобавок к которому она посоветовала обзавестись следующим комплектом:
Медные кастрюли удобной формы с крышками разных размеров — от 3 до 6, кастрюлю для супа с плоским дном, вертикальную решётку, стальные противни вместо жестяных, гридль, пароварка, жестяной кофейник или кофеварка, жестяные банки для хранения кофе и чая, обитый жестью ящик для хлеба, ещё один для сладкой выпечки (для этого можно было выделить обитый цинком или жестью ящик в бельевом шкафу), хлебный нож, доска для резки хлеба, банка с крышкой для ломтей хлеба, банка для хлебных крошек, лоток для ножей, лоток для ложек, медные или жестяные миски разных размеров, толстая оловянная миска для замешивания хлеба, большая глиняная миска для взбивания кексов, каменный сосуд для дрожжей; каменный сосуд для бульона, пила для мяса, тесак; железные и деревянные ложки; проволочное сито для просеивания муки; маленькое волосяное сито, доска для хлеба, доска для мяса, ступка из железного дерева, скалка и т. п.

В поваренной книге 1880 Марии Парлоа список предметов составил 93 наименования, в иллюстрированном издании 1882 года описание кухонной утвари заняло 20 страниц. Сара Рорер в поваренной книге 1886 года включила в список 200 предметов.
По мнению известного кулинара В. В. Похлёбкина минимальный набор кухонной утвари современной хозяйки насчитывает пятьдесят предметов, а идеальный — около сотни. Среди необходимых предметов Похлёбкин назвал 6—8 разнообразных кастрюль, большой и малый сотейники, до восьми сковород, пять противней и листов для выпечки, дуршлаг, сито, решето, 2 ситечка, 2 воронки, 4 ножа, 2 ножниц и точило для них, чайник для кипячения воды и два заварочных чайника, кофейник или кофеварку, 3-4 ступки с пестиками, деревянную толкушку, лопаточку, деревянный молоток, деревянные ложки, 3 разделочные доски, 3 разных скалки, кухонные ложки, мясорубку, ручное или электрическое приспособление для взбивания, чесноковыжималку, тёрку-шинковку, открывалку, штопор. Перечень утвари «для любителей готовить» включает ещё 16 строк, в числе которых казан для плова, пельменница, формы для выпечки.

## Материалы для кухонной утвари
Предметы кухонной утвари могут изготавливаться из разных материалов. В древности посуда изготавливалась из меди. К началу XX века медную посуду стала заменять железная и фаянсовая. В XX веке популярным стал алюминий.
Материал, из которого изготовлена утварь, сказывается на её потребительских свойствах и может влиять на вкус и качество пищи. В России базовые требования к материалам определяет одобренный Минздравом СССР от 07-08-79 № 123-12.328-7 с последующими дополнениями РТМ 27-72-15-82 «Порядок применения металлов, синтетических и других материалов, контактирующих с пищевыми продуктами и средами». Посуда, изготовленная из сочетания материалов, обладает наилучшими свойствами для приготовления пищи.

### Металлы

#### Медь

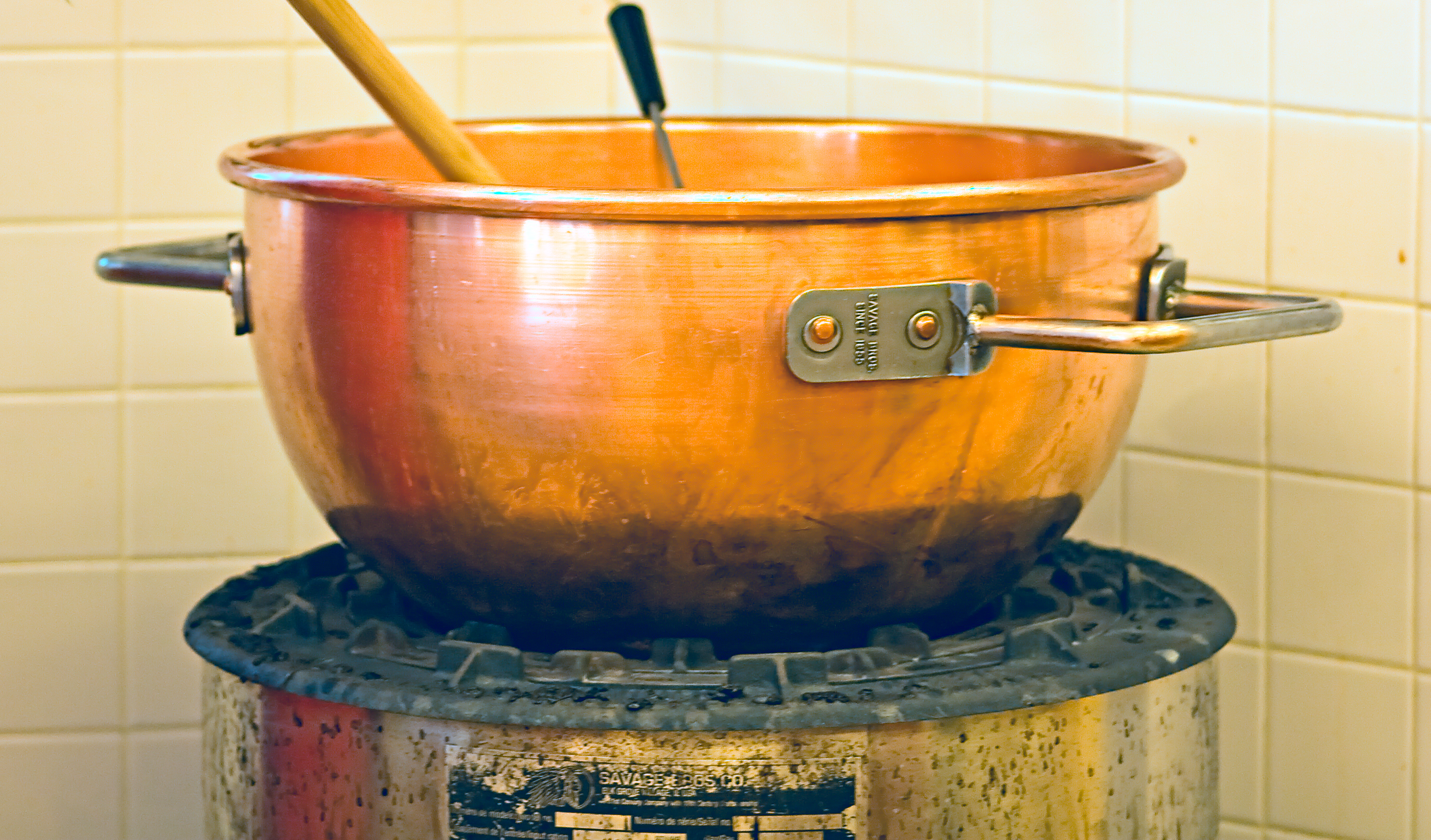

Медная посуда появилась около 10 тысяч лет назад. Медь имеет хорошую теплопроводность, обеспечивает быстрый и равномерный нагрев. Медная посуда прочна и привлекательно выглядит. Однако, она сравнительно тяжёлая и требует тщательной чистки от оксидов, образующихся на её поверхности и не подходит для кислых продуктов. В медной посуде проще взбиваются белки, зелёные овощи становятся ярче. Постоянное употребление пищи, приготовленной в медной посуде, может быть вредным для здоровья. Для защиты продуктов от контакта с поверхностью меди применяют покрытие оловом (лужение), а в наши дни — сталью.
Свойствами, характерными для медной посуды, обладает и латунная утварь.

#### Железо

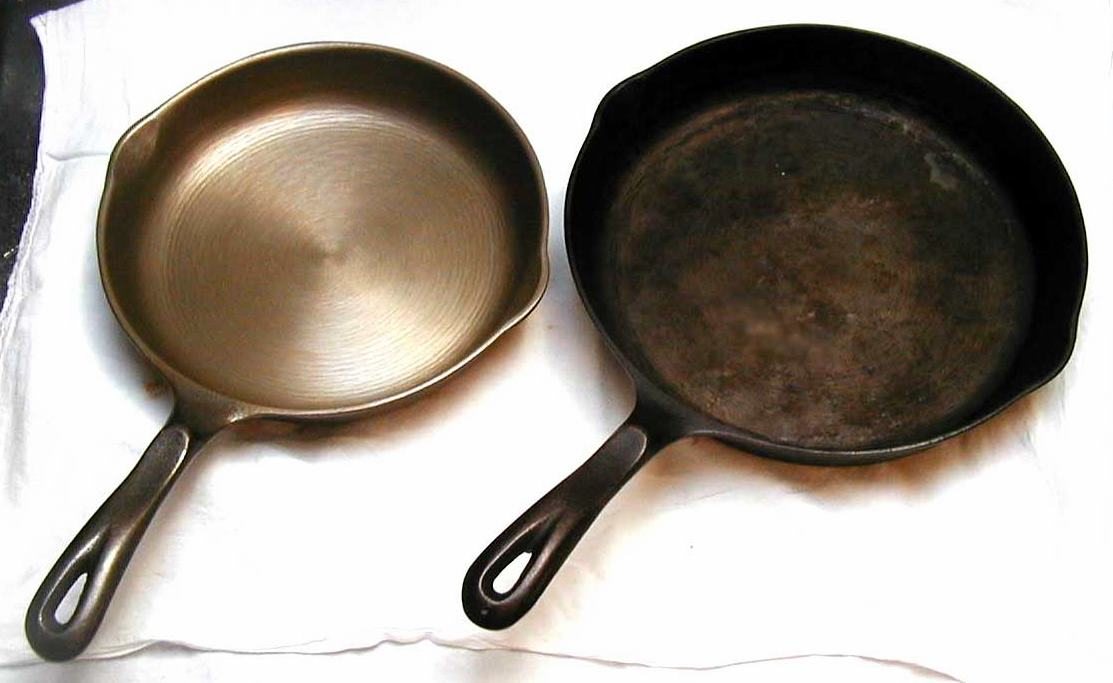

Железо более подвержено коррозии, чем лужёная медь. В то же время чугунная посуда практически не подвергается коррозии, если не чистить её до блеска и дать возможность сформироваться на её поверхности защитному слою из полимеризованного жира. Для этого посуду смазывают слоем растительного масла и прогревают её в течение достаточно длительного времени. Посуду из железа желательно использовать для жарки или запекания, то есть приготовления пищи без участия воды, которая является основным виновником коррозии. Железную посуду следует тщательно вытирать и высушивать после мытья. Пренебрежение этим правилом может привести к тому, что приспособления, содержащие части из железа, могут сломаться. При необходимости хранить железную посуду и инструменты в течение длительного срока советуют покрывать их смесью жира с солью или парафином.
Железная посуда отлично подходит для приготовления пищи при высоких температурах, проста в уходе и хорошо чистится и сравнительно прочная, достаточно хорошо держит тепло. Недостатком её является подверженность ржавлению. Железная посуда может ухудшать цвет продуктов.

#### Эмалированная посуда

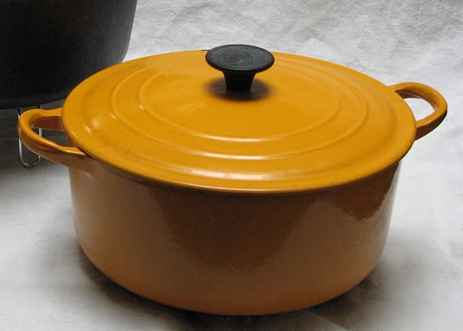

Эмалирование, то есть покрытие металла слоем расплавленного стекла, стали применять в начале XIX века. Первоначально эмалью покрывали чугунную посуду, затем — железную и стальную. Эмаль исключает контакт пищи с поверхностью металла, такая посуда устойчива к воздействию кислот, солей и щелочей. При этом у кухонной посуды слой эмали достаточно тонок, чтобы не ухудшать теплопроводные свойства металла и не препятствовать тепловому расширению. Пища в эмалированной посуде часто пригорает, поэтому обычно её используют для приготовления первых блюд и варки овощей. Эмалированная посуда не подходит для кипячения молока и варки молочных каш. Эмалированная посуда достаточно прочна, но требует достаточно осторожного обращения, чтобы на эмали не образовались сколы, а при погружении нагретой посуды в холодную воду эмаль может растрескаться. Посуда со сколотой эмалью для приготовления пищи не годится.

#### Сталь

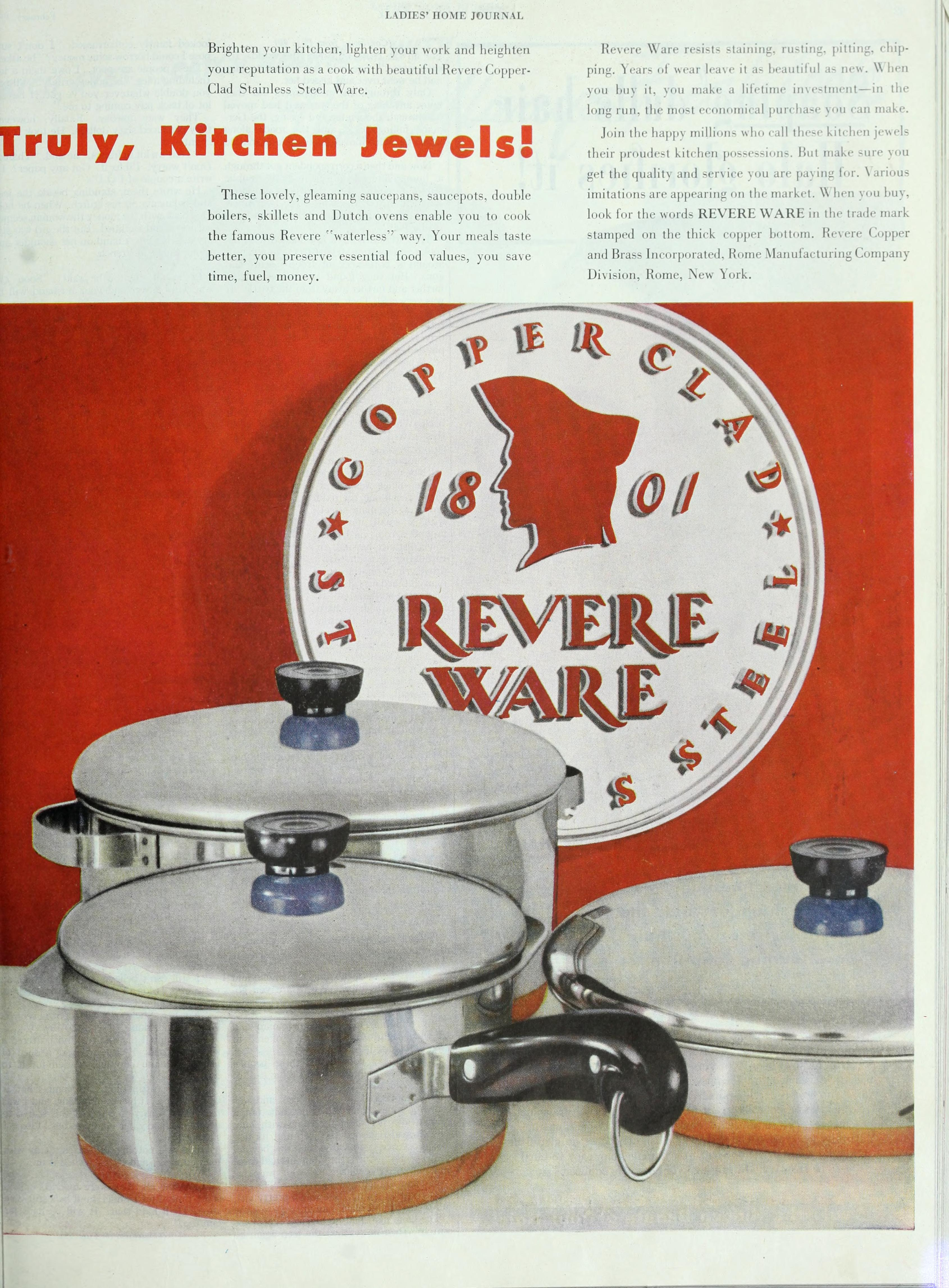

Посуда из стали — сплава железа с углеродом с добавлением хрома и никеля — в отличие от железной посуды не ржавеет. Защиту от ржавчины обеспечивает толстая плёнка оксида хрома, образующаяся на поверхности стальной посуды. Однако стальная утварь дороже железной и чугунной и хуже проводит тепло. Для улучшения теплопроводности дно стальной посуды снабжают вставками из меди или алюминия (биметаллическая посуда). Для мытья посуды из нержавеющей стали не следует использовать средства, содержащие кислоту или излишне щелочные. Для сохранения блеска наружные стенки посуды необходимо сразу после мытья вытирать мягким полотенцем.
Из стали изготавливают посуду с антипригарным (чаще всего тефлоновым) покрытием. Такую посуду лучше использовать при низкой и средней температуре и оберегать её от царапин: для работы с ней нужно применять деревянную ложку или лопаточку.

#### Алюминий
Алюминий применяют для производства кухонной утвари лишь с первой половины XX века. Преимущество алюминия перед другими материалами обеспечивают хорошая теплопроводность (на порядок выше, чем у стали), химическая инертность при высоких температурах, низкая токсичность; окислы алюминия, образующиеся на поверхности посуды, прозрачны и не изменяют цвет пищи. Алюминиевая посуда лёгкая и прочная. К недостаткам относится несовместимость алюминия с кислотами, разрушающими поверхностный защитный слой на стенках посуды, а также со щелочными моющими средствами. Белые и светлые продукты в алюминиевой посуде могут потемнеть. Есть мнение, что алюминиевую посуду лучше не использовать для приготовления пищи, в ней допустимо лишь кипятить воду.
В Европейском Союзе требования к кухонной утвари из алюминия определяются стандартами EN 601 (Алюминий и алюминиевые сплавы. Отливки. Химический состав отливок, используемых в контакте с пищевыми продуктами.) и EN 602 (Алюминий и алюминиевые сплавы. Деформируемые изделия. Химический состав полуфабрикатов. Продукты, используемые для изготовления изделий, предназначенных для использования в контакте с пищевыми продуктами.). Стандарты устанавливают предельные значения легирующих элементов и примесей, таких как железа, кремния, хрома, марганца, никеля, цинка, меди, титана и других. В России требования к алюминию, используемому для производства посуды, определены стандартами ГОСТ 17151-81, ГОСТ Р 51162-98, ГОСТ 1583-93, ГОСТ 4784, ГОСТ 11069-2001.

### Керамика

#### Глазурованная керамика, фаянс и фарфор

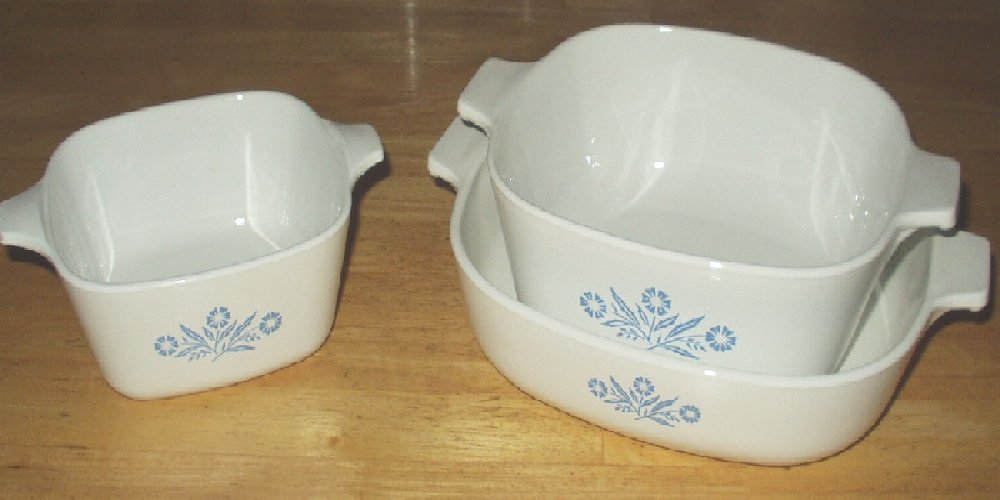

Керамическая посуда хрупка и не переносит значительных перепадов температур, которые нередко нужны в кулинарии. Глазурь, которой покрыта керамическая посуда, может содержать ядовитый свинец, из-за этого в некоторых странах использовать керамику для приготовления пищи и хранения кислых продуктов запрещено.
Помимо подверженности температурному шоку, керамика требует столь же бережного обращения, как со стеклом, поскольку глазурь легко скалывается. В остальном глазурованные изделия долговечны, легко чистится и не взаимодействует с кислотой, хотя использовать её для работы с сильными щелочами нельзя.
Керамика, фаянс и фарфор могут использоваться одновременно для приготовления и сервировки блюда. Кроме того, это позволяет не мыть лишнюю посуду, некоторые рецепты предусматривают подачу блюда на стол в той посуде, в которой оно готовилось. Эти материалы достаточно долговечны и отлично подходит для медленной тепловой обработки пищи, в первую очередь, запекания в духовом шкафу или печи. При этом для приготовления пищи с использованием прямых источников тепла, например, на открытом огне, такая посуда не годится. Благодаря низкой теплопроводности керамика отлично подходит для микроволновых печей.

#### Глина
Неглазурованная глиняная посуда — не имеющий аналогов «дышащий» натуральный материал. Блюда, приготовленные в глиняной посуде, имеют специфический аромат и изысканный вкус. Рыбные, мясные и грибные блюда, каши получаются особенно вкусными, если приготовлены в глиняной посуде. Благодаря уникальной способности глины регулировать температуру и влажность глиняные горшочки используются для хранения продуктов. В обожжённой глиняной посуде молоко может храниться в течение четырёх суток, лук и чеснок в ней не гниют, варенье не засахаривается, крупы не поражаются жучком. Чай и кофе в глиняной посуде долго остаются горячими. При этом неглазурованная керамика не вступает в химические реакции с пищей, не содержит токсичных веществ, не выделяет их при нагревании и абсолютно безопасна при приготовлении в ней блюд. Существует несколько типов керамической посуды: терракота, керамика из красной и чёрной глины.
Глиняная посуда наилучшим образом подходит для медленного приготовления пищи, может использоваться в электрических и микроволновых печах и даже в дровяных плитах. Не помещать глиняную посуду в сильно разогретую (до 220—250) духовку, от этого она может расколоться. Не подходит она для приготовления пищи на открытом огне и не выдерживает значительного перепада температур. Благодаря пористой поверхности глины блюда в горшках получаются особенно сочными и мягкими. Кофе, приготовленный в глиняной посуде, очень ароматный. Глиняная посуда нуждается в тщательном уходе, её нельзя тереть металлическими мочалками. Хранить глиняную посуду нужно в сухом месте.

#### Стекло

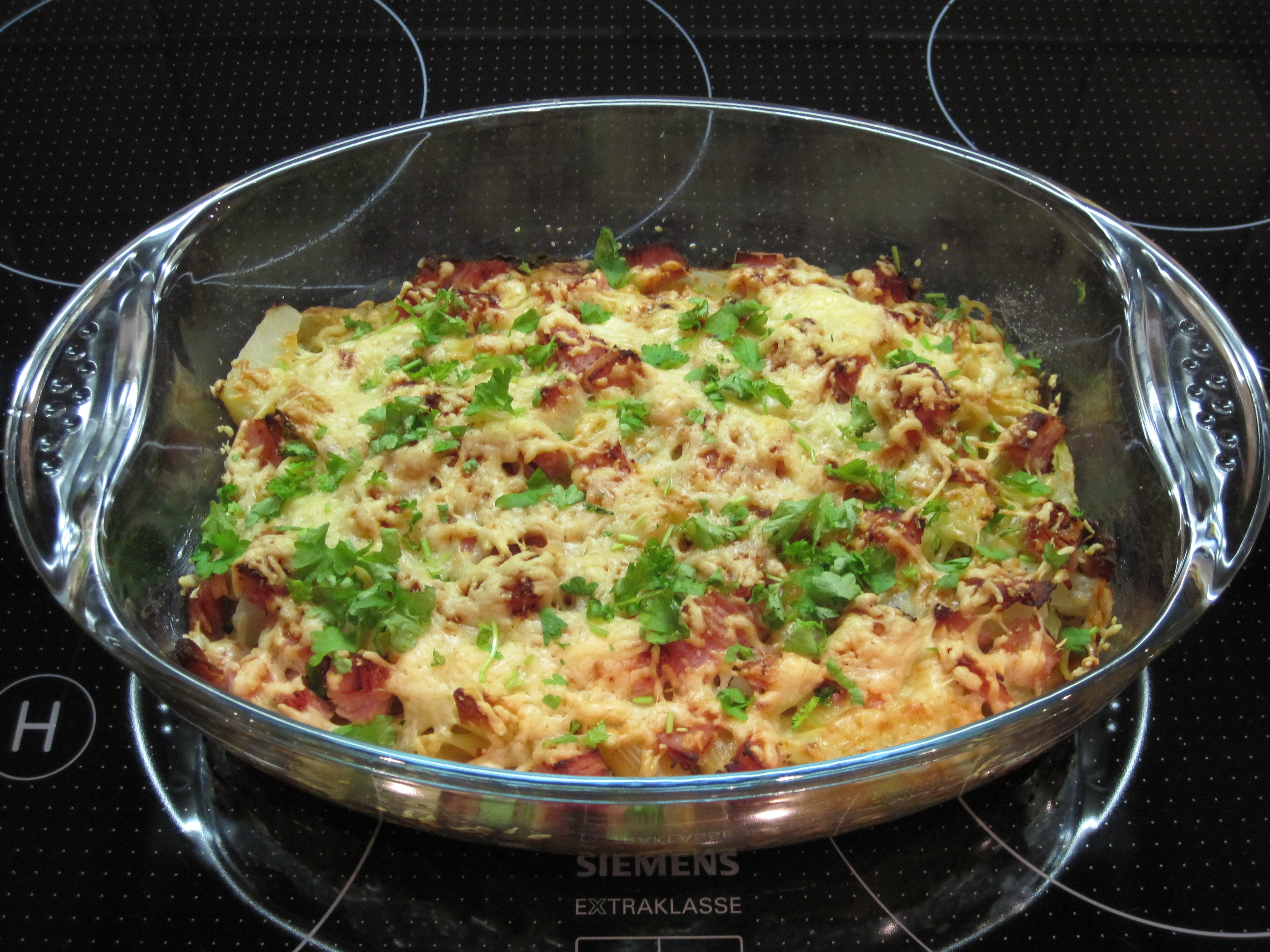

Кухонная утварь из жаропрочного стекла может использоваться в микроволновых печах и духовках, на стеклокерамических и газовых плитах стеклянную посуду следует использовать с осторожностью. Посуда хрупка и требует осторожного обращения. Пища, приготовленная в стеклянной посуде, имеет отличный вкус. Из стекла изготавливают ёмкости для холодных продуктов и жидкостей, стеклянную посуду можно использовать при подаче блюд на стол.

### Пластмасса
Посуда из термопластика используется в диапазоне температур от −40 до 150 °C, в ней можно замораживать и хранить продукты, готовить в микроволновой печи. Пластмассовая посуда легка и эргономична.